# Typhlodromus krimbasi
Typhlodromus krimbasi är en spindeldjursart som beskrevs av Papadoulis och Emmanouel 1997. Typhlodromus krimbasi ingår i släktet Typhlodromus och familjen Phytoseiidae. Inga underarter finns listade i Catalogue of Life.